# Calybistum lugubre
Calybistum lugubre là một loài bọ cánh cứng trong họ Cerambycidae.